# PFC 루도고레츠 라즈그라드
PFC 루도고레츠 라즈그라드(불가리아어: ПФК Лудогорец Разград) 또는 줄여서 루도고레츠는 라즈그라드를 연고로 하는 불가리아의 축구팀이다. 현재는 파르바리가에 참가하고 있다.
1945년 라즈그라드를 연고로 하는 5개 축구 클럽이 합병 되면서 신설 되었으며 1961-62 시즌에서 B PFG로 승격 되었다. 2009-10 시즌에서 불가리아의 3부 축구리그 V AFG(V 아마추어 축구 그룹)에서 2위를 기록 하면서 불가리아의 2부 축구리그 B PFG(B 프로 축구 그룹)로 승격 되었다.
2010년 9월 불가리아 재벌인 키릴 도무스치에프가 팀을 인수하게 되면서 2000년대 창단되어 하부리그를 전전하던 구단이 갑자기 불가리아 리그의 강호로 떠오르게 되었다. 건설, 미디어, 부동산, 제약, 해운 등의 사업을 하는 그룹의 회장인 그가 팀에 많은 투자를 하면서 급격히 팀이 탄탄 해졌고 2010-11 B PFG 시즌에서 1위를 기록 하면서 A PFG로 승격되었다. A PFG 승격 첫 시즌 2011-12 시즌에서 트레블(A PFG 우승, 불가리아 컵 우승, 불가리아 슈퍼컵 우승)을 달성했다.
이후 2011-12 시즌을 시작으로 2021-22 시즌도 총 31경기에서 26승을 따내며 2위인 CSKA 소피아를 승점 21점 차이로 따돌리고 일찌감치 우승을 확정 시키며 리그 11연패를 달성했다.
그동안 31회 우승하며 불가리아 리그 최다 우승팀인 동시에 불가리아를 대표하던 CSKA 소피아를 누르고 명실상부 불가리아 대표 클럽이 되었다.

## 역사

### 기초 및 시작
루도고레 지역의 여러 농촌 축구 클럽이 합병된 후 1945년 11월에 설립된 루도고레츠 라즈그라드는 처음에는 불가리아의 제3 축구 디비전에 참가하고 있었다. 1961년에 2부 리그로 승격되었다. 1997년에 클럽은 FC 안티바이오틱 라즈그라드와 합병되었고 FC 항생제 루도고레츠로 이름이 변경되었다. 2005년에 클럽은 해체되었다. 루도고레츠의 부상은 2009-10년 시즌에 FC 라즈그라드 2000의 이사였던 알렉산다르 알렉산드로프가 이전 항생제 루도고레츠 1945 라즈그라드의 역사와 전통적인 클럽 기록을 물려받으면서 시작되었다. 팀은 이바일로 페테브가 감독으로 임명되면서 2부 리그에 진입하는 데 성공했다.

## 성적
- 파르바리가: 우승 13회 (2011–12, 2012–13, 2013-14, 2014-15, 2015-16, 2016-17, 2017-18, 2018-19, 2019-20, 2020-21, 2021-22, 2022-23, 2023-24)
- 불가리아 컵: 우승 3회 (2011-12, 2013-14, 2022-23) 
 준우승 1회(2016-17)
- 불가리아 슈퍼컵: 우승 6회 (2012, 2014, 2018, 2019, 2021, 2022) 
 준우승 3회 (2013, 2015, 2017)
- 리그 더블: 4회 (2011-12, 2013-14, 2017-18, 2018-19)
- 리그 트레블: 2회 (2011-12, 2013-14)
- B PFG: 우승 1회 (2010–11)

## 선수 명단

### 현역
참고: FIFA 자격 규정에 따라 소속된 국가대표팀 국기를 표시합니다. 선수는 복수의 FIFA 비회원국 국적을 가지고 있을 수 있습니다.
| 번호 | 포지션 | 국적 | 이름          |
| ---- | ------ | ---- | ------------- |
| 1    | GK     |      | 세르히오 파트 |
| 10   | FW     |      | 앙투안 바로앙 |

| 번호 | 포지션 | 국적 | 이름 |
| ---- | ------ | ---- | ---- |

## 역대 감독
| 감독              | 임기      |
| ----------------- | --------- |
| 파벨 브르바       | 2019      |
| 안테 시문자       | 2022~2024 |
| 이고르 요비체비치 | 2024 ~    |